# Newtonfraktal

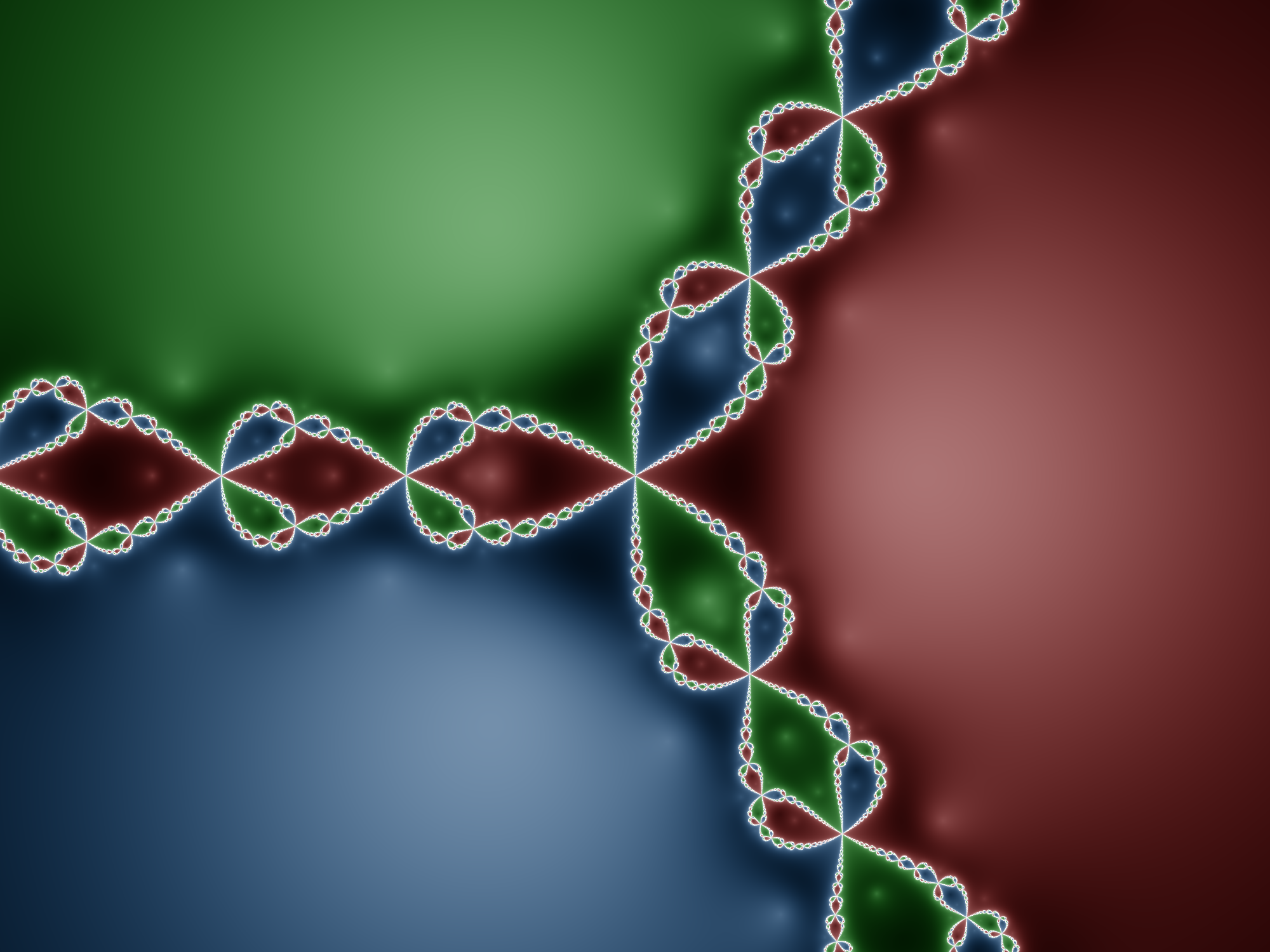
Das Newtonfraktal zu

Das Newtonfraktal zu einer nicht-konstanten meromorphen Funktion {\displaystyle p}, die die komplexen Zahlen in sich abbildet, ist eine Teilmenge der Menge der komplexen Zahlen. Genauer ist es die Julia-Menge {\displaystyle {\mathcal {J}}_{f}}
zur Funktion
{\displaystyle f\colon z\mapsto f(z)=z-{\frac {p(z)}{p'(z)}},}
die das Newtonverfahren zum Auffinden von Nullstellen der Funktion {\displaystyle p} beschreibt. Das Newtonverfahren selbst konstruiert aus einem Startwert {\displaystyle z_{0}} eine Folge mit der Rekursionsvorschrift {\displaystyle z_{k+1}=f(z_{k})}.
Abhängig vom Startwert {\displaystyle z=z_{0}} kann der Orbit von {\displaystyle z}
{\displaystyle z,\;f(z),\;f^{2}(z),\;f^{3}(z),\,\ldots }
ganz unterschiedliches Verhalten zeigen.
Anmerkung: Hier bezieht sich der Exponent auf {\displaystyle f} als Funktion, und nicht auf deren Funktionswert. {\displaystyle f^{\,n}} bedeutet also die {\displaystyle n}-fach iterierte Anwendung von {\displaystyle f} auf {\displaystyle z} (oder das {\displaystyle n}-te Iterierte von {\displaystyle f}), formal also {\displaystyle f^{\,0}(z)=z,\,f^{\,n+1}(z)=f(f^{\,n}(z))}.
Für die Dynamik in einer Umgebung von {\displaystyle z} gibt es genau zwei Möglichkeiten:
1. es gibt eine Umgebung von {\displaystyle z}, so dass die Folge der Abstände {\displaystyle \|z-w\|,\;\|f(z)-f(w)\|,\;\|f^{2}(z)-f^{2}(w)\|,\,\ldots } beschränkt ist, oder
2. für jede (noch so kleine) Umgebung {\displaystyle U} von {\displaystyle z} überdecken die Bilder {\displaystyle U,\;f(U),\;f^{2}(U),\;f^{3}(U),\,\ldots } die gesamte komplexe Ebene samt dem Punkt unendlich (also die gesamte Riemannsche Zahlenkugel).

Die Punkte im ersten Fall bilden die Fatou-Menge {\displaystyle {\mathcal {F}}_{f}} von {\displaystyle f}, die Punkte im zweiten Fall die Julia-Menge {\displaystyle {\mathcal {J}}_{f}}. In der Fatou-Menge kann es insbesondere vorkommen, dass die Folge der Abstände gegen null konvergiert, sich die Orbits von Punkten {\displaystyle w} also dem Orbit von {\displaystyle z} annähern. Falls {\displaystyle p} mindestens drei Nullstellen hat, ist die Julia-Menge {\displaystyle {\mathcal {J}}_{f}} immer ein „Fraktal“; daher wird {\displaystyle {\mathcal {J}}_{f}} gelegentlich auch „Newtonfraktal von {\displaystyle p}“ genannt.

## Bedeutung für das Newtonverfahren
Liegt der Startwert der Newtoniteration nahe an einer einfachen Nullstelle von {\displaystyle p}, dann konvergiert das Verfahren quadratisch gegen diese Nullstelle (d. h., die Anzahl der korrekten Dezimalziffern verdoppelt sich langfristig in jedem Schritt). Bei einer mehrfachen Nullstelle ist das Newtonverfahren immerhin noch linear konvergent. Nullstellen liegen immer in der Fatou-Menge.
Je näher der Startwert jedoch an der Julia-Menge liegt, desto unüberschaubarer ist das Resultat des Newtonverfahrens:
- Selbst Startwerte, die weit von einer Nullstelle entfernt liegen, können zu dieser hin konvergieren, auch wenn andere Nullstellen wesentlich näher am Startwert liegen (zu Fall 1).
- Es gibt Startwerte, die nicht gegen eine Nullstelle konvergieren, sondern lediglich gegen einen periodischen Zyklus (zu Fall 1). Ein Beispiel dafür ist das Polynom {\displaystyle z^{3}-2z+2}. Hier gibt es Startwerte, die vom anziehenden Zyklus {0,1} eingefangen werden, so dass ganze Flächen in der Ebene gegen keine Nullstelle konvergieren.
- Liegt der Startwert in der Julia-Menge selbst, dann konvergiert er nicht gegen eine Nullstelle (zu Fall 2).

Überraschenderweise kann die Julia-Menge (das Newtonfraktal) auch positives Maß in der Ebene haben: das heißt, dass zufällige Startwerte in der Julia-Menge liegen und damit nicht gegen eine Nullstelle (oder einen anderen anziehenden Zyklus von {\displaystyle f}) konvergieren (dieses Verhalten kommt nur in wenigen Fällen vor und wurde auch erst vor wenigen Jahren bewiesen, ist aber durchaus möglich). Selbst wenn das Newtonfraktal eine Nullmenge ist, kann es also ganze Gebiete geben, in denen das Verfahren nicht gegen eine Nullstelle konvergiert.
Diese Feststellung gilt auch für reellwertige rationale Funktionen. Wiederum dient das Polynom {\displaystyle z^{3}-2z+2} als Beispiel. Weil es reelle Koeffizienten hat, bleiben die Werte der Newtoniteration für reelle Startwert reellwertig. Da die reelle Achse durch Gebiete der Nichtkonvergenz verläuft, gibt es Intervalle, für die keine Konvergenz vorliegt. Von solchen Intervallen gibt es unendlich viele.

## Beispielfraktale

### Beispiel 1

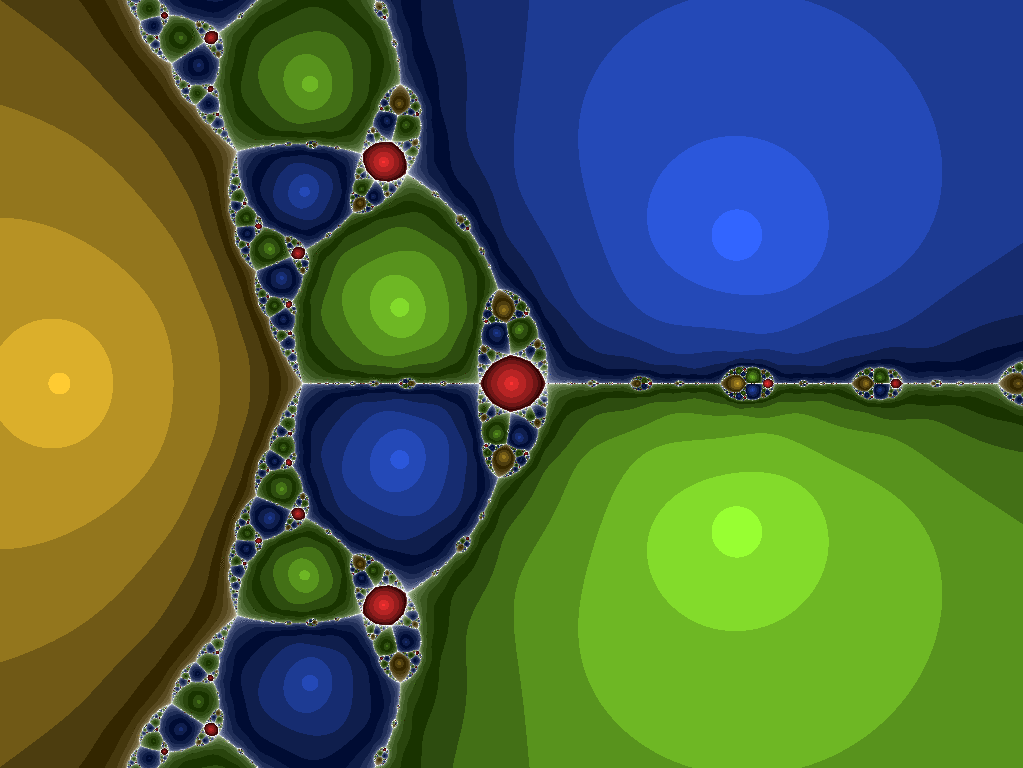
Abbildung 1: Newtonfraktal zu

Abbildung 1 zeigt das Newtonfraktal (in weiß) zu {\displaystyle z^{3}-2z+2}, farbcodiert nach Konvergenzgeschwindigkeit und den drei Nullstellen. Startwerte, die in den beige gezeichneten Gebieten liegen, konvergieren gegen die gleiche Nullstelle (im Bild links in hellbeige), analog für das grüne und das blaue Gebiet. Die Nullstellen zum grünen bzw. blauen Gebiet liegen symmetrisch zur waagerechten Symmetrieachse rechts im Bild. Je schneller ein Startwert zu seiner Nullstelle konvergiert, desto heller ist er eingefärbt. Die Werte in den unendlich vielen roten Bereichen konvergieren nicht gegen eine Nullstelle, sondern werden vom anziehenden Zyklus {\displaystyle \{0,1\}} eingefangen. Das Newtonfraktal – im Bild als helle Struktur erkennbar – ist nicht beschränkt. In den drei zu erkennenden Richtungen reicht es bis nach ∞.

### Beispiel 2

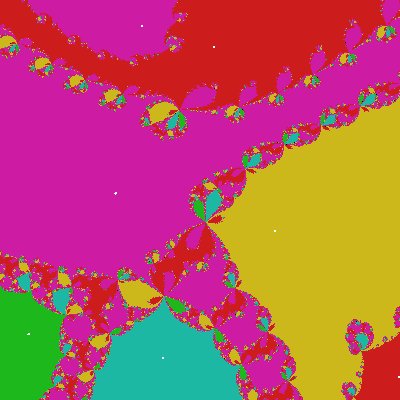
Abbildung 2: Newtonfraktal zu einem Polynom mit 7 zufällig gewählten Nullstellen

Abbildung 2 zeigt das Newtonfraktal zu einem Polynom mit 7 zufällig gewählten Nullstellen (weiße Punkte), der Bereich stellt {\displaystyle -1<\operatorname {Re} (z),\operatorname {Im} (z)<1} dar. Das Fraktal selbst ist z. B. der Rand des gelben Gebietes. Ebenso ist es der Rand des grünen Gebietes, der Rand des türkisfarbenen Gebietes etc. Diese Eigenschaft ist allen Julia-Mengen gemein. (Die Farben rot und pink wurden doppelt verwendet; dennoch entsprechen auch die Grenzen des roten bzw. des pinkfarbenen Gebietes dem Newtonfraktal.)